# Нива (футбольный клуб, Винница)
«Ни́ва» (укр. «Нива») — украинский футбольный клуб из Винницы. Основан в 1958 году под названием «Локомотив». Выступал в первенстве СССР. Лучшее достижение в первенстве Украины — 8 место в группе «А» высшей лиги в сезоне 1992. Участник 1/16 финала Кубка кубков в сезоне 1996/97. Снята с соревнований 5 июля 2012 года из-за отсутствия финансирования. В 2016 году «Нива» восстановила профессиональный статус и заявилась во вторую лигу под названием «Нива-В».

## Прежние названия
- 1958—1979: «Локомотив»
- 1979—1999: «Нива»
- 1999—2003: «Винница»
- 2003—2006 : «Нива»
- 2006—2008: «Нива-Свитанок» (от укр. «Світанок» — «Рассвет»)
- 2008—2016: «Нива»
- 2016—2018: «Нива-В»
- 2018—н. в.: «Нива»

## История
Футбольная команда мастеров «Локомотив» сформировалась в октябре — ноябре 1957 года по инициативе начальника Юго-западной железной дороги П. Ф. Кривоноса. С 1958 года она принимала участие в Чемпионате СССР по футболу в классе «Б». 16 апреля 1958 года состоялся первый матч в рамках первенства СССР против станиславского «Спартака» — 2:1. В 1964 году по итогам финальных игр винничане под руководством Виктора Жилина завоевали звание чемпионов Украины. Всем игрокам команды было присвоено звание мастеров спорта и предоставлено право выступать в классе «А» (вторая группа). Там команда провела пять сезонов — c 1965 по 1969. Лучший показатель — 4 место (1966).
Под вывеской «Локомотива» команда выступала до 1979 года, после чего получила название «Нива». В 1981 году «Нива» занимает второе место в первенстве второй лиги. В 1984 году под руководством Ефима Школьникова команда повторяет успех «Локомотива» 1964 года и вновь становится чемпионом УССР. В турнире за право сыграть в Первой лиге «Нива» уступила куйбышевским «Крыльям Советов». Позже в 1983 году «Нива» заняла третье место, а в 1985 году — снова второе.
Пятое место в украинской зоне второй лиги чемпионата СССР 1991 года дало винничанам право в первом чемпионате независимой Украины стартовать среди команд высшей лиги. Наивысшее достижение в высшей лиге — 10-е место в сезоне 1993/94.

### Кубковый взлёт
В сезоне 1995/1996 «Нива» смогла добраться до финала Кубка Украины. Уже в 1/16 финала у «Нивы» возникли трудности, в Комарно с местным «Газовиком» победителя определила только серия пенальти. В следующем раунде соперник «Ниве» достался не очень сложный — «Галичина» из Дрогобыча — 2:0. В следующем раунде — игра против тезки из Тернополя. Благодаря единственному голу Павла Паршина команда выбралась в полуфинал. «Ниве» предстоял матч с «Шахтёром». С первой попытки матч провести не удалось, так как все игроки донецкой команды тот день провели в больнице с диагнозом «пищевое отравление».
На следующий день благодаря игре голкипера команды Владимира Цыткина винничанам удалось перевести игру в серию пенальти. Там Цыткин отразил все три пенальти от Петрова, Орбу и Коваля, тогда как его партнеры (Рябцев, Матвейченко и Гайдаржи) были точными. В финале последовало поражение от киевского «Динамо» 0:2.

### «Нива» в Кубке Кубков
Осенью винничане стартовали в розыгрыше Кубка обладателей Кубков сезона 1996/97. К выступлениям в Европе не был готов ни стадион, ни сама команда. В квалификации в соперники «Ниве» жребий выбрал эстонский «Садам». В первом матче в Таллине эстонцы вели 2:0. Однако, за 12 минут до конца игры, Романчук поразил ворота «Садама». В винницком матче тот же Романчук стал единственным автором мяча, и «Нива» победила 1:0. Квалификация была пройдена, и следующим соперником в 1/16 финала стал швейцарский «Сьон». Со швейцарцами «Нива» сыграла собрано, имела множество моментов, что вовсе не сказалось на результате. В итоге 2:0 в Швейцарии и 0:4 в родных стенах.

### Последний успех
В том же сезоне 1996/97 «Нива» в 1/8 финала Кубка Украины команда вновь по пенальти (4:3) после 0:0 остановила киевское «Динамо». Вылет случился в следующем раунде от другого киевского клуба — ЦСКА (0:2, 1:1).

### Падение, возрождение, падение и снова возрождение
В 1997 году «Нива» заняла последнее место и вылетела в первую лигу, в которой выступала 8 сезонов подряд. В первые годы команда была близка к возвращению в высшую лигу. В 2002 году сменила название на ФК «Винница». В 2004 году винничане снялись с соревнований из-за отсутствия средств финансирования клуба. Год Винница жила без футбола. Место «Нивы» в том сезоне заняла команда «Бершадь». В 2006 году команда на базе воспитанников собственной СДЮШОР возродилась под названием «Нива-Свитанок». Эта команда начала свой путь с любительского чемпионата Украины. В чемпионате 2006 года винничане преодолели 2 предварительных этапа, а в финальной группе заняли последнее место.
В 2007 году при содействии Винницкой ОФФ, винницких городских властей и спонсоров, «Нива-Свитанок» заявилась во вторую лигу чемпионата Украины. Команда комплектовалась за счёт молодых воспитанников местных ДЮСШ и СДЮШОР самой Винницы и районных центров. Винница вновь обрела футбольную команду профессионалов.
8 июля 2008 года на заседании ПФЛ Украины команде было возвращено историческое название «Нива», а клуб стал называться ПФК «Нива» Винница. В структуру футбольного клуба вошел новый соучредитель Олег Караванский. Возглавлять ПФК «Нива» Винница стал почётный президент Владимир Продивус, а президентом стал Олег Караванский. Финансовая поддержка клуба осуществляется областной администрацией и областным советом, городским советом, корпорацией «Премьер-Финанс» (В. С. Продивус) и корпорацией «O.L.KAR» (О. Э. Караванский), советом ПФК. Команда «Нива-Свитанок» стала на правах молодёжного состава ПФК «Нива» представлять клуб в Чемпионате Винницкой области по футболу. Были озвучены цели выхода, для начала, в первую лигу чемпионата Украины. Средний возраст игроков — 22-23 года.
Финансовая стабильность сразу же дала результаты, и «Нива» в сезоне 2008/09 заняла 3 место, а в 2009/10 — второе. Команда первой лиги — черниговская «Десна» не прошла лицензирование в ПФЛ, и освободившееся место было решено разыграть между вторыми командами групп второй лиги. На нейтральном поле был повержен кременчугский «Кремень» — 2:0, и «Нива» в первой лиге. Сезон 2009/10 для «Нива» стал вдвойне триумфальным. За несколько дней до матча с «Кремнем», «Нива» стала победителем первого розыгрыша «UMBRO-Кубка Лиги», разгромив в финале «Горняк-Спорт» из Комсомольска 4:0.
Уже следующие два сезона вновь обнажили вопрос финансирования и выживания команды. Первый круг сезона 2010/11 команда завершила на 5 месте. Однако следующую часть провалила, в итоге только 10 место. Команду покинул тренер Олег Федорчук и большинство игроков. После второго круга 2011/12 «Нива» занимала предпоследнее место в турнирной таблице. Вопрос о выживании уже стоял зимой 2011 года. Однако, благодаря минимальной поддержке местных властей и большого десанта новых игроков, в основном из Одессы, «Нива» все же осталась в первой лиге, заняв в итоге 13 место. Но 5 июля команда, не найдя новых источников финансирования, снялась с соревнований.
11 ноября 2015 года «Нива» (Винница) подала заявку на аттестацию во вторую лигу, которая была удовлетворена и летом 2016 года клуб был включен во вторую лигу.
21 января 2021 года президентом клуба стал игрок «Нивы» Артур Загорулько. После этого клуб возглавил известный в прошлом голкипер Владимир Цыткин. 4 ноября 2021 года тренер покинул клуб, прекратив сотрудничество «по обоюдному согласию сторон».

## Достижения

### Украинская ССР
- Чемпионат УССР
  - Чемпион (2): 1964, 1984
  - Серебряный призёр (4): 1963, 1970, 1981, 1985
  - Бронзовый призёр (2): 1961, 1983

### Украина
- Кубок Украины
  - Финалист: 1995/96
- Первая лига Украины
  - Победитель: 1992/93
- Кубок украинской лиги
  - Победитель: 2009/10
- Вторая лига Украины
  - Серебряный призёр: 2009/10
  - Бронзовый призёр: 2008/09

## Руководство клуба
| Должность | Имя              |
| --------- | ---------------- |
| Президент | Артур Загорулько |

### Тренерский штаб
| Должность               | Имя            |
| ----------------------- | -------------- |
| Главный тренер          | Юрий Ярошенко  |
| Тренер вратарей         | Олег Остапенко |
| Тренер по физподготовке | Елена Колос    |

## Состав команды
| 1  | Флаг Украины | Вр  | Владимир Броварский  | 1997 |  |  |  |  |  |
| 25 | Флаг Украины | Вр  | Роман Захарчук       | 1997 |  |  |  |  |  |
| 35 | Флаг Украины | Вр  | Дмитрий Кошляк       | 2006 |  |  |  |  |  |
|    |              |     |                      |      |  |  |  |  |  |
| 8  | Флаг Украины | Защ | Иван Рябый           | 2006 |  |  |  |  |  |
| 17 | Флаг Украины | Защ | Дмитрий Рогульский   | 1999 |  |  |  |  |  |
| 19 | Флаг Украины | Защ | Даниил Мельник       | 2003 |  |  |  |  |  |
| 23 | Флаг Украины | Защ | Александр Борячук () | 1991 |  |  |  |  |  |
|    |              |     |                      |      |  |  |  |  |  |
| 6  | Флаг Украины | ПЗ  | Евгений Меженский    | 1999 |  |  |  |  |  |
| 9  | Флаг Украины | ПЗ  | Данил Кобцов         | 2004 |  |  |  |  |  |
| 10 | Флаг Украины | ПЗ  | Артур Загорулько     | 1993 |  |  |  |  |  |
| 11 | Флаг Украины | ПЗ  | Артур Петленко       | 2004 |  |  |  |  |  |

| 13 | Флаг Украины | ПЗ  | Александр Евтихов    | 2003 |  |  |  |  |  |
| 16 | Флаг Украины | ПЗ  | Никита Костюков      | 2006 |  |  |  |  |  |
| 20 | Флаг Украины | ПЗ  | Александр Мельник    | 2006 |  |  |  |  |  |
| 21 | Флаг Украины | ПЗ  | Вадим Панасюк        | 2005 |  |  |  |  |  |
| 22 | Флаг Украины | ПЗ  | Ярослав Якимчук      | 2006 |  |  |  |  |  |
| 29 | Флаг Украины | ПЗ  | Владислав Кондратюк  | 2006 |  |  |  |  |  |
| 44 | Флаг Украины | ПЗ  | Владислав Хоренженко | 2001 |  |  |  |  |  |
| 63 | Флаг Украины | ПЗ  | Антон Власенко       | 2003 |  |  |  |  |  |
|    |              |     |                      |      |  |  |  |  |  |
| 33 | Флаг Украины | Нап | Артём Юрченко        | 2006 |  |  |  |  |  |
| 99 | Флаг Украины | Нап | Дмитрий Чигур        | 2006 |  |  |  |  |  |

## «Нива» Винница в чемпионатах Украины
| Сезон   | Лига                          | И                             | В                             | Н                             | П                             | Мячи                          | Место                         | Главный тренер                                     |
| ------- | ----------------------------- | ----------------------------- | ----------------------------- | ----------------------------- | ----------------------------- | ----------------------------- | ----------------------------- | -------------------------------------------------- |
| 1992    | Высшая                        | 18                            | 5                             | 4                             | 9                             | 18-33                         | 8 из 10 в группе              | Валерий Петров, Вячеслав Грозный                   |
| 1992/93 | Первая                        | 42                            | 24                            | 14                            | 4                             | 73-26                         | 1 из 22                       | Ефим Школьников                                    |
| 1993/94 | Высшая                        | 34                            | 12                            | 8                             | 14                            | 37-45                         | 10 из 18                      | Ефим Школьников                                    |
| 1994/95 | Высшая                        | 34                            | 10                            | 7                             | 17                            | 38-51                         | 14 из 18                      | Сергей Морозов, Александр Бобарика                 |
| 1995/96 | Высшая                        | 34                            | 11                            | 7                             | 16                            | 28-36                         | 15 из 18                      | Сергей Морозов                                     |
| 1996/97 | Высшая                        | 30                            | 4                             | 6                             | 20                            | 19-48                         | 16 из 16                      | Александр Ищенко, Паша Касанов                     |
| 1997/98 | Первая                        | 42                            | 22                            | 7                             | 13                            | 58-34                         | 5 из 22                       | Владимир Атаманюк, Александр Ищенко                |
| 1998/99 | Первая                        | 38                            | 16                            | 9                             | 13                            | 45-39                         | 6 из 20                       | Леонид Гайдаржи, Игорь Яворский                    |
| 1999/00 | Первая                        | 34                            | 14                            | 6                             | 14                            | 29-39                         | 11 из 18                      | Владимир Рева, Леонид Гайдаржи                     |
| 2000/01 | Первая                        | 34                            | 12                            | 8                             | 14                            | 35-41                         | 10 из 18                      | Александр Петраков, Владимир Рева                  |
| 2001/02 | Первая                        | 34                            | 10                            | 8                             | 16                            | 35-52                         | 15 из 18                      | Владимир Рева, Виталий Тарасенко, Валерий Душков   |
| 2002/03 | Первая                        | 34                            | 9                             | 9                             | 16                            | 18-31                         | 16 из 18                      | Владимир Рева                                      |
| 2003/04 | Первая                        | 34                            | 14                            | 10                            | 10                            | 34-24                         | 8 из 18                       | Роман Покора, Анатолий Раденко, Владимир Игнатенко |
| 2004/05 | Первая                        | 34                            | 15                            | 8                             | 11                            | 49-38                         | 5 из 18                       | Владимир Бессонов                                  |
| 2005/06 | «Нива» снялась с соревнований | «Нива» снялась с соревнований | «Нива» снялась с соревнований | «Нива» снялась с соревнований | «Нива» снялась с соревнований | «Нива» снялась с соревнований | «Нива» снялась с соревнований | «Нива» снялась с соревнований                      |
| 2006/07 | КФК                           | 12                            | 5                             | 5                             | 2                             | 21-8                          | 2 из 4 в группе               | Юрий Соловьенко                                    |
| 2007/08 | Вторая «А»                    | 30                            | 10                            | 5                             | 15                            | 23-40                         | 9 из 16 в группе              | Иван Панчишин                                      |
| 2008/09 | Вторая «А»                    | 32                            | 18                            | 7                             | 7                             | 42-30                         | 3 из 18 в группе              | Богдан Блавацкий, Юрий Соловьенко                  |
| 2009/10 | Вторая «А»                    | 20                            | 12                            | 4                             | 4                             | 43-16                         | 2 из 12 в группе              | Олег Федорчук                                      |
|         | Доп. матч                     | 1                             | 1                             | 0                             | 0                             | 2-0                           | 1                             | Олег Федорчук                                      |
| 2010/11 | Первая                        | 34                            | 14                            | 8                             | 12                            | 44-42                         | 10 из 18                      | Олег Федорчук                                      |
| 2011/12 | Первая                        | 34                            | 7                             | 11                            | 16                            | 21-39                         | 13 из 18                      | Олег Федорчук, Олег Остапенко                      |
| 2016/17 | Вторая                        | 32                            | 14                            | 8                             | 10                            | 42-33                         | 7 из 17                       | Владимир Рева, Владимир Горилый                    |
| 2017/18 | Вторая «А»                    | 27                            | 13                            | 6                             | 8                             | 34-21                         | 3 из 10 в группе              | Владимир Горилый, Денис Колчин                     |
| 2018/19 | Вторая «А»                    | 27                            | 11                            | 9                             | 7                             | 29-23                         | 4 из 10 в группе              | Денис Колчин, Коллинз Нгаха                        |
| 2019/20 | Вторая «А»                    | 20                            | 5                             | 5                             | 10                            | 22-28                         | 9 из 11 в группе              | Коллинз Нгаха, Олег Шумовицкий                     |
| 2020/21 | Вторая «А»                    | 24                            | 10                            | 3                             | 11                            | 38-38                         | 6 из 13 в группе              | Олег Шумовицкий, Владимир Цыткин                   |
| 2021/22 | Вторая «А»                    | 17                            | 7                             | 4                             | 6                             | 29-20                         | 8 из 15 в группе              | Владимир Цыткин                                    |